# Invaders from the Deep
Invaders from the Deep is een Britse film uit 1981. De film bestaat geheel uit een herbewerking van de supermarionation-serie Stingray van Gerry en Sylvia Anderson.

## Verhaal
De aarde wordt bedreigd door een groep onderwatermonsters. Ze worden bevochten door de WASP, onder leiding van kapitein Troy Tempest.

## Rolverdeling
| Acteur       | Personage                                   |
| ------------ | ------------------------------------------- |
| Ray Barrett  | Commander Shore & TitanPhones / X20 (voice) |
| Don Mason    | Captain Troy Tempest (voice)                |
| Lois Maxwell | Atlanta Shore (voice)                       |

## Achtergrond
De film combineert beeldmateriaal en verhaallijnen uit vier afleveringen van de serie Stingray, te weten "Hostages of the Deep", "The Big Gun", "Emergency Marineville", en "Deep Heat".
De film werd gebruikt voor een van de pilotafleveringen van de televisieserie Mystery Science Theater 3000.